# Zàuiya de Sidi Amar
La Zàuiya de Sidi Amar et-Tensi es troba a Alger, Algèria. Forma part de les zàuiyes algerianes afiliades a la germandat Xadhiliyya sota la supervisió del Ministeri d'Afers Religiosos i la Referència Religiosa Algeriana.

## Construcció
Va ser el teòleg Sidi Amar et-Tensi qui va fer construir aquesta zàuiya l'any 1632 del calendari gregorià, equivalent a l'any 1042 de  l'hègira, sobre l'actual cementeri El Kettar, no massa lluny del barri de Kettani de Bab El-Oued.
Aquest ulema és natural de Ténès, a l'actual wilaya de Chlef.
El nom complet d'aquest alfaquí és Abu-Hafs Omar ben Moussa et-Tensi.
La pronunciació dialectal del nom Omar, però, es redueix a Amar en la variant algeriana, i així aquest teòleg és més conegut per Sidi Amar que no pas per Sidi Omar.
S'instal·là a Alger per a propagar-hi el ritu xadhiliyya, molt estés a les zàuiyes de la plana de Khemis Meliana i la de Bas-Chelif.

## Descripció
La Zàuiya de Sidi Amar et-Tensi abasta diferents edificis:
- Una mesquita a l'interior de la Casba d'Alger sense minaret, amb sostre de teula segons l'estil amazic.
- Una mesquita fora de la Casba d'Alger amb el mateix estil arquitectònic.
- La zàuiya mateixa fora de la Casba d'Alger.
- Una casa per al xeic de la zàuiya.
- Un mausoleu en honor del difunt Sidi Amar ben Moussa et-Tensi.
- Aules per a l'ensenyament de l'Alcorà i les ciències islàmiques.
- Llocs d'allotjament per als alumnes.[7]

## Mausoleu
El Mausoleu de Sidi Amar et-Tensi era a dins d'aquesta zàuiya, després de mort l'any 1654, el 1065 de l'hègira.
És un edifici protegit en els registres de dar Es-Soltan.
Aquest santuari era a només a uns tres quilòmetres de la Zàuiya de Sidi Abderrahman i de l'Institut Emir Abdelkader.
Els visitants es lliuraven al tawassoul i al duaa, segons els preceptes de la religió algeriana.
El mausoleu fou restaurat el 1701.

## Waqf
La Zàuiya de Sidi Amar et-Tensi cobria els costos del seu funcionament, equipament i manteniment pels ingressos de multitud de propietats Waqf que li pertanyien.
Aquestes propietats del Waqf eren edificis i terrenys.

## Activitat de culte
La Zàuiya de Sidi Amar et-Tensi acollia la celebració de Màwlid an-Nabí durant uns dies.
Durant aquesta il·lustre festivitat anual, l'oukil de la zàuiya donava menjar, durant aquests dies feliços de Rabí al-àwwal, als pobres, indigents i viatgers.